# RePRINT
A rePRINT az Amber Smith magyar együttes által felvett harmadik stúdióalbum. Az albumot 2006. március 10-én adta ki a német Kalinkaland Records. Az albumot 2004 és 2005 között az Akustair Stúdióban és a Fenn-Ti Stúdióban rögzítették. A hangmérnökök Borsay Levente és Jácint Jilling voltak, az Akustair Stúdióban maszterelték és Robin Guthrie keverte a legendás Cocteau Twins zenekarból. Ez az album nemzetközi sikert hozott az együttes számára.
2005. szeptember 1-jén megjelent az első kislemez, a Hello Sun, amelyen három másik dal is szerepel, a Sea Eyes, a Pete and Julie, valamint a rePRINT.

## A dalok listája
1. "Chemistry / Arithmetic"
2. " Hello Sun "
3. "Lindsay's Song"
4. "Sea Eyes"
5. "Identity"
6. "Reprint"
7. "White"
8. "July"
9. „Caleidoscope”
10. „Reprise”
11. "Holograms"

## Közreműködők
| Amber Smith - Ács Oszkár - bass - Bátor Bence - drums - Kőváry Zoltán - guitars - Poniklo Imre - vocals and guitars | További zenészek - Vesztergombi Dávid - cselló - Kerekes Tímea - viola - Maros Dóra - hegedű - Tihanyi Györgyi - hegedű Produkció - Robin Guthrie - keverés - Gábor Deutsch - keverés - Jiling Jácint - masztering |

## Fordítás
Ez a szócikk részben vagy egészben  a   RePRINT című angol Wikipédia-szócikk ezen változatának fordításán alapul.  Az eredeti cikk szerkesztőit annak laptörténete sorolja fel. Ez a jelzés csupán a megfogalmazás eredetét és a szerzői jogokat jelzi, nem szolgál a cikkben szereplő információk forrásmegjelöléseként.